# 발레리 네폼냐시
발레리 쿠지미치 네폼냐시(러시아어: Валерий Кузьмич Непомнящий, 영어: Valeri Kuzmyich Nepomniachi, 1943년 8월 7일 ~ )는 러시아 출신 축구 감독으로 1995년부터 1998년까지 제주 SK 감독을 맡아 강한 인상을 남겼으며 애칭은 니포이며 그의 축구 스타일을 니포 축구라고 부른다.

## 지도자 경력
이탈리아 월드컵에서 카메룬의 감독으로 선임되어 카메룬의 8강 진출을 이끌었다. 당시 카메룬은 개막전에서 디펜딩 챔피언 아르헨티나를 1-0으로 꺾는 등 뛰어난 실력으로 조별 리그를 통과했고, 16강전에서는 남아메리카의 강호 콜롬비아마저 격침시켰다. 비록 8강에서 잉글랜드에게 2-3으로 패했으나, 네폼냐시 감독은 변방에 머물던 아프리카 축구를 세계 축구의 중심으로 이끄는 계기를 마련했다.
이탈리아 월드컵 이후 터키의 프로축구 팀을 맡았던 네폼냐시는 1994년말 유공 코끼리의 감독으로 선임되어 1995시즌 유공 코끼리의 감독으로 공식 취임했다. 이후 1998년까지 4시즌 동안 감독을 맡으면서 '니포 축구'라는 신조어까지 낳으며 1990년대 대한민국 축구에 큰 영향을 끼쳤다.
당시 거칠고 투박한 플레이만 난무하였던 대한민국 축구계에서, 미드필드에서 세밀하고 정교한 패스를 강조하는 우아하고 화려한 축구 스타일을 부천 SK에서 꽃피웠다. 당시 전술의 핵심 미드필더 윤정환을 중심으로 탄탄한 패스웍을 바탕으로 미드필드를 지배하는 부천의 축구 스타일은 많은 사람들을 매혹시켰다. 또한 전술적인 측면뿐만 아니라 선수단 관리 및 팀 운영에서도 기존의 권위적이고 일방적인 관계 대신 자율성을 강조하면서도 체계적으로 팀을 관리해 K리그에 선진적인 문화를 들여왔다.
유공 코끼리 / 부천 유공 / 부천 SK 감독 시절의 가장 큰 업적은 1996년 부천 유공을 리그컵 우승으로 이끌었던 것이다.
또한 네폼냐시 감독을 보좌하던 조윤환, 최윤겸, 하재훈 등 코칭 스태프들에게 큰 영향을 미쳐, 이들이 K리그에서 감독으로 활약할 수 있도록 돕기도 했다. 네폼냐시 감독에게 전술의 핵이었고, 그를 통해 테크니션으로 발돋움했던 미드필더 윤정환은 현재도 네폼냐시 감독이 자신의 롤 모델이라고 언급했다.
이후 일본 J리그의 산프레체 히로시마와 중국 슈퍼리그의 산둥 루넝, 상하이 선화 등에서 감독을 맡기도 하는 등, 극동 3국에서 모두 프로 축구 팀 감독을 맡는 이색 경력을 가지고 있기도 하다.
2011년 톰스크의 감독직에서 물러난 뒤 PFC CSKA 모스크바의 기술고문으로 일하고 있다.